# Matthieu Albert Lotter
Matthieu Albert Lotter (en allemand Mathias Albrecht Lotter ; Augsbourg, 1741 - 1810) est un cartographe et graveur bavarois, descendant d'une lignée de graveurs et de dessinateurs. 